# Singles 1965-1967
Singles 1965-1967 är en samlingsbox med den brittiska rockgruppen Rolling Stones, innehållande gruppens singlar från 1965-1967. Den släpptes 2004.

## Låtlista
1. "(I Can't Get No) Satisfaction" - 3:43
2. "The Under Assistant West Coast Promotion Man" - 3:08
3. "The Spider and the Fly" - 3:38
4. "Get Off of My Cloud" - 2:54
5. "I'm Free" - 2:24
6. "The Singer Not the Song" - 2:22
7. "As Tears Go By" - 2:45
8. "Gotta Get Away" - 2:06
9. "19th Nervous Breakdown" - 3:58
10. "Sad Day" - 3:01
11. "Paint It Black" - 3:45
12. "Stupid Girl" - 2:57
13. "Long Long While" - 3:01
14. "Mother's Little Helper" - 2:47
15. "Lady Jane" - 3:09
16. "Have You Seen Your Mother Baby, Standing in the Shadow?" - 2:35
17. "Who's Driving Your Plane?" - 3:13
18. "Let's Spend the Night Together" - 3:27
19. "Ruby Tuesday" - 3:13
20. "We Love You" - 4:38
21. "Dandelion" - 3:47
22. "She's a Rainbow" - 4:12
23. "2000 Light Years From Home" - 4:44
24. "In Another Land" - 2:53
25. "The Lantern" - 4:25